# Потоковое мультимедиа
Пото́ковое мультиме́диа (англ. streaming media) или стри́минг — мультимедиа, которое непрерывно получает пользователь от провайдера потокового широковещания.
Это понятие применимо как к информации, распространяемой через телекоммуникации, так и к информации, которая изначально распространялась посредством потокового вещания (например, радио, телевидение), или не потоковой (например, книги, видеокассеты, аудио CD).

## История
Первые попытки отображения мультимедийной информации на компьютерах начались в середине XX века. Однако, прогресс в этой сфере был очень малым, вследствие высокой стоимости и ограниченных возможностей компьютеров тех времён.
С конца 1980-х и до 1990-х годов компьютеры, доступные потребителям, уже были способны отображать различные виды информации. Основными техническими проблемами потокового вещания было отсутствие достаточно производительного CPU и шины для передачи мультимедиа необходимого битрейта.
Тем не менее, компьютерные сети оставались ограниченными, а потоковое мультимедиа уступало традиционному (CD-ROM).
В период с 1990 до 2000 года пользователи интернета получили:
- высокую пропускную способность сетей, в частности, на последней миле
- возросло количество абонентов сетей, особенно Интернета
- стали использоваться стандартизованные протоколы и форматы, такие как TCP/IP, HTTP и HTML
- появилась коммерция в Интернете

Эти достижения в области сетей в совокупности с высокопроизводительными домашними компьютерами и современными операционными системами сделали потоковую мультимедийную информацию доступной широкому кругу простых пользователей. Автономные приёмники интернет-радио предлагали пользователям возможность прослушивания потокового звука без наличия компьютера.
В основном, мультимедиа информация занимает большие объёмы, так что затраты на хранение и передачу подобной информации всегда велики; поэтому, в большинстве случаев, передаваемая в поток информация сжимается при передаче в сеть вещания.
Мультимедиа потоки бывают двух видов: по запросу или живыми. Потоки информации, вызываемой по запросу пользователя, хранятся на серверах продолжительный период времени. Живые потоки доступны короткий период времени, например, при передаче видео со спортивных соревнований.
Примерно в 2002 году интерес к единому унифицированному потоковому формату и широкое распространение Adobe Flash поспособствовало разработке формата потокового видео через Flash, который использовался в Flash-проигрывателях, которые размещались на многих популярных видеохостингах, таких как YouTube, сегодня потоковые мультимедиа по умолчанию проигрываются в формате HTML5 видео, которые заменили Flash-проигрыватели. Растущий интерес пользователей к потоковому видео побудил команду разработчиков YouTube внедрить новый сервис потокового вещания для пользователей.
Американская ассоциация звукозаписывающих компаний (RIAA) в своём отчёте о доходах за 2015 год сообщила, что на услуги потокового мультимедиа пришлось 34,3 % от общего дохода музыкальной индустрии за год, увеличившись на 29 процентов по сравнению с предыдущим годом и став крупнейшим источником дохода, получив около 2,4 млрд долл. США. Доход от потоковой передачи в США вырос в первом полугодии 2016 г. на 57 % и составил 1,6 млрд долл. США, что составило почти половину отраслевых продаж.

## Влияние на экологию
В 2025 году в сети появились результаты исследования, проведённого компаниями InterDigital и Futuresource, которое свидетельствует о том, что стриминг и телевидение влияют на экологию. Сообщалось, что просмотр потокового видео оставляет углеродный след, выбрасывая в атмосферу до 54 тонн углекислого газа в год, что соответствует годовым выбросам 11,7 миллиона автомобилей с ДВС. В качестве объяснения этому феномену приводился тот факт, что потребность в развлечениях у пользователей растёт с каждым годом. При этом, увеличивается необходимость в экранах высокого разрешения.

## Этимология
Термин «потоковое мультимедиа» был впервые использован для ленточных накопителей, изготовленных Data Electronics Inc. и предназначенных для медленного наращивания и запуска всей записанной информации; появление таких дорожек привело к снижению затрат на привод, что сделало продукт более конкурентоспособным. «Потоковое мультимедиа» было применено в начале 1990-х годов как лучший способ передачи видео по запросу. Впервые это было сделано Starlight Networks для потокового видео и Real Networks для потокового аудио.

## Маркетинг
Типичными примерами потоковой передачи мультимедиа являются видео-записи, онлайн-трансляции и вебинары в интернете. Преимущество видео-записей в том, что они могут быть длинными по времени, их всегда можно остановить и продолжить смотреть в другое время, а также есть возможность повторять видео в любом месте.
Есть также новые маркетинговые концепции. Например, Берлинский филармонический оркестр продаёт билеты на прямую трансляцию концерта через так называемый «Цифровой концертный зал». Подобные «онлайн-концерты» также распространяются во многих разных местах — кинотеатрах — в разных местах земного шара. Аналогичная концепция используется Метрополитен-опера в Нью-Йорке. Многие успешные стартап-компании основывают свой бизнес на потоковом медиа.

## Стриминговые сервисы
Онлайн-провайдеры развлекательных программ (музыки, фильмов, сериалов, спортивных программ и так далее), которые доставляют контент через интернет-соединение на компьютер, телевизор или мобильное устройство пользователя. Netflix, Amazon Prime Video, Hulu, Spotify и Apple Music являются известными примерами. Обычно такие сервисы используют подписочную бизнес-модель, при которой с подписчиков взимается регулярная плата за доступ к неограниченному количеству программ.
С конца 2010-х годов происходит активная конкуренция стриминговых сервисов, свои стриминговые сервисы запустили крупнейшие голливудские студии и медиахолдинги The Walt Disney Company (Disney+), Warner Bros. Discovery (Max), Comcast (Peacock) и другие.
На октябрь 2021 года крупнейшим стриминговым сервисом видео является Netflix с 209 млн подписчиков. В аудио стриминге лидирует Spotify со 158 млн платных подписчиков.

## Авторское право
Потоковое медиа, защищённое авторским правом, не может быть скопировано с целью распространения. При этом потоковая передача или просмотр контента в Интернете является законным в Европе, даже если этот материал защищён авторским правом.